# Częstochowa (stad)
Częstochowa (uitspraak: [tʃɛ̃stɔˈxɔva] uitspraakⓘ, ong. tjenstochova; Duits en Nederlands: Tsjenstochau) is een stad in de Poolse provincie Silezië bij de rivier Warta met 255.500 inwoners (2000). De oppervlakte van de gemeente Częstochowa is 159,6 km². De stad ligt ongeveer 50 kilometer ten noorden van Katowice.
Częstochowa is een belangrijke industriestad met metaal-, textiel-, chemische en voedingsmiddelenfabrieken.

## Bezienswaardigheden
De stad is vooral beroemd als bedevaartsoord, vanwege het Paulinerklooster op de Jasna Góra (lichte berg), een heuvel in het westen van de stad: in de barokke kloosterkerk bevindt zich de vereerde Zwarte Madonna van Częstochowa.

Het klooster werd in 1382 gesticht door hertog Władysław van Opole voor monniken van de orde van Paulus de Eremiet, die uit Hongarije waren geëmigreerd.
In de loop der eeuwen hebben koningen, hoogwaardigheidsbekleders en pelgrims vele geschenken gegeven aan het klooster. Er zijn o.a. duizenden voorwerpen van edelsmeedkunst bewaard gebleven.

Andere bezienswaardigheden in het klooster zijn het refectorium met een plafondschildering van Karl Dankwart en een bibliotheek met een uitgebreide collectie boeken. Het kloosterarchief beschikt over kostbare manuscripten, een Italiaans brevier uit 1480 en een missaal dat in 1507 werd vervaardigd in Krakow.
Częstochowa is als bedevaartsplaats te vergelijken met Fatima en Lourdes. Haar status werd bevestigd door de bezoeken van paus Johannes Paulus II en paus Benedictus XVI.

## Sport
Raków Częstochowa is de betaaldvoetbalclub van Częstochowa en speelt regelmatig op het hoogste Poolse professionele niveau.

## Stedenbanden
- Altötting (Duitsland)
- Białystok (Polen)
- Fátima (Portugal)
- Helsinki (Finland)
- Loreto (Italië)
- Lourdes (Frankrijk)
- Pforzheim (Duitsland)
- Rēzekne (Letland)
- Šiauliai (Litouwen)
- South Bend (Verenigde Staten)
- Stockholm (Zweden)

## Geboren
- Samuel Willenberg (1923-2016), Pools-Israëlisch verzetsstrijder, beeldhouwer en schilder
- Sigmund Rolat (1930-2024), Pools- Amerikaans zakenman, kunstverzamelaar en filantroop
- Janusz Sybis (1952), voetballer
- Urszula Antoniak (1968), Pools-Nederlands filmregisseuse
- Jakub Błaszczykowski (1985), voetballer
- Mateusz Zachara (1990), voetballer
- Małgorzata Mesjasz (1997), voetbalster

## Galerij

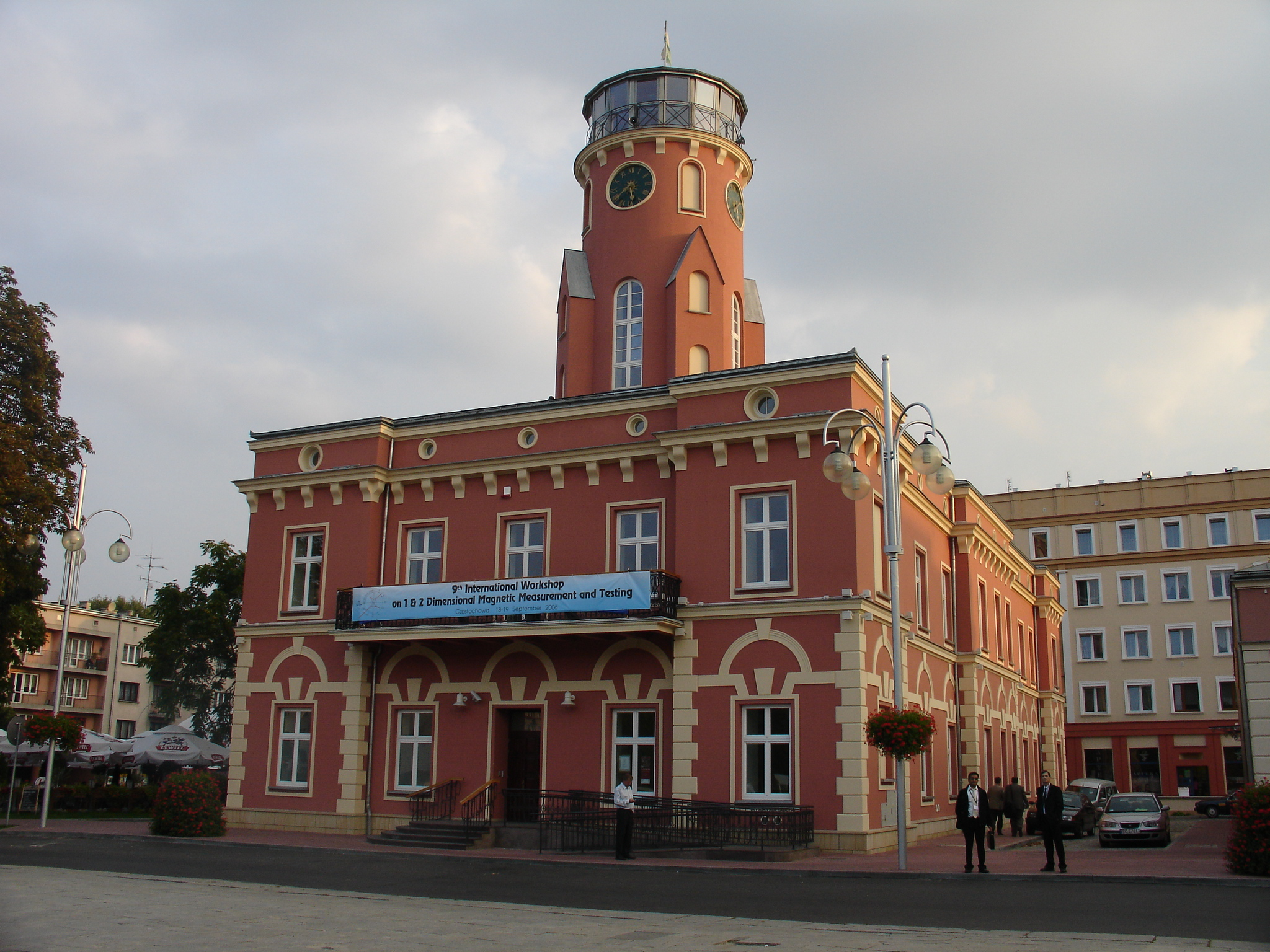
Het stadhuis
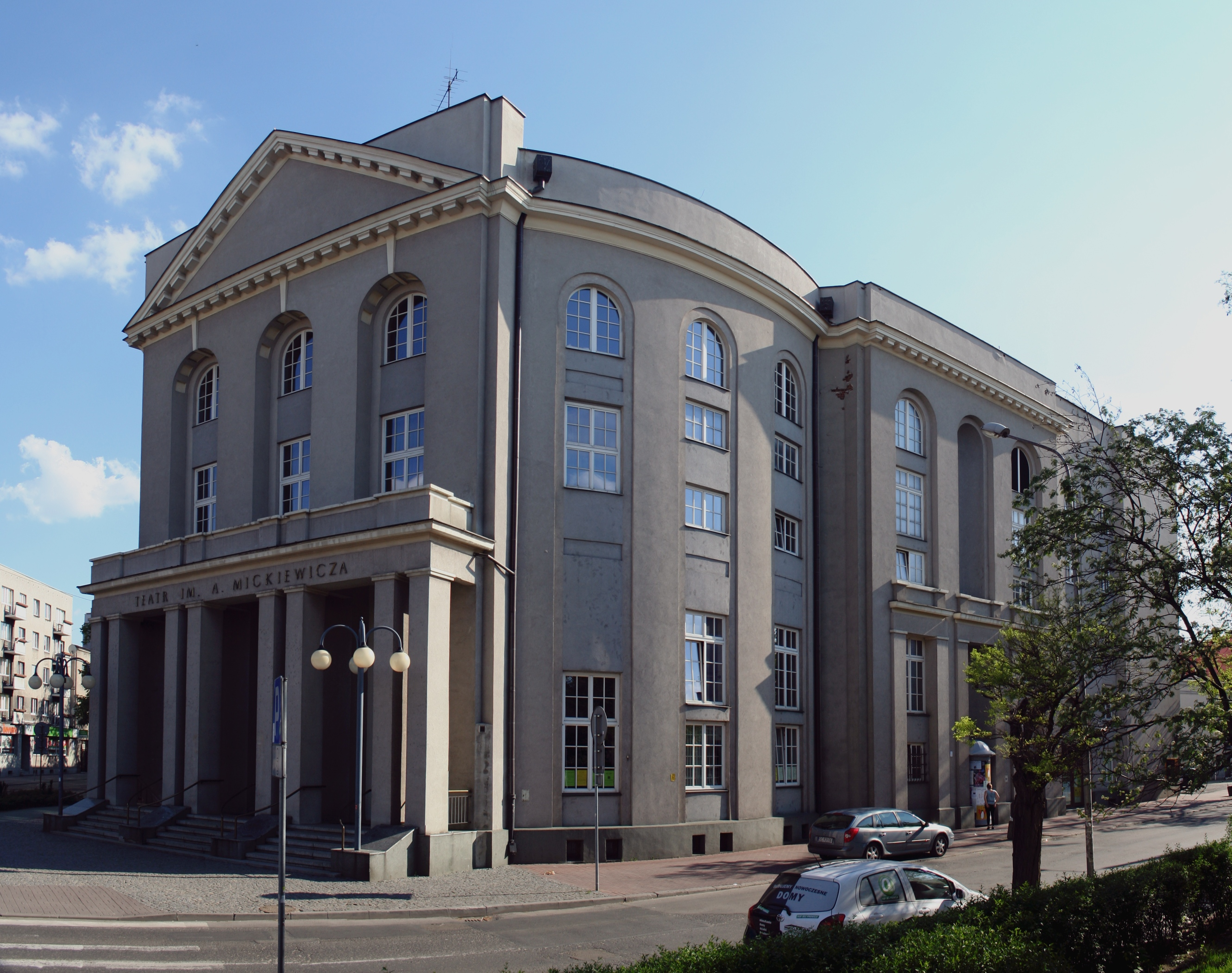
Theater
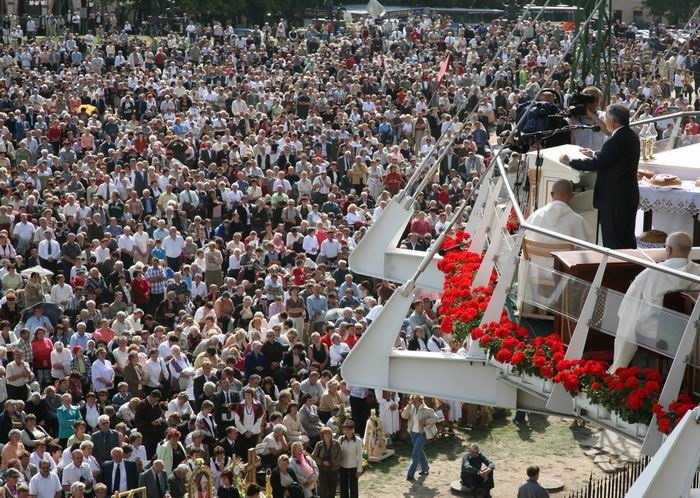
President Lech Kaczyński spreekt pelgrims toe
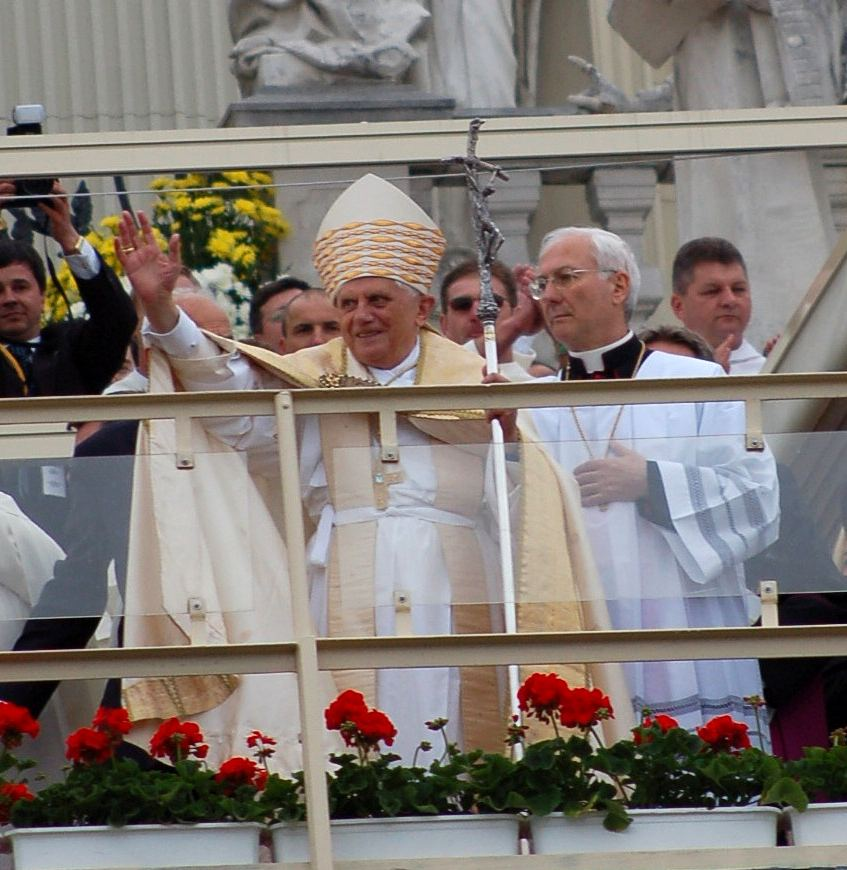
Het bezoek van paus Benedictus XVI in 2006

Stadsdistricten:
Bielsko-Biała ·
Bytom ·
Dąbrowa Górnicza ·
Gliwice ·
Jaworzno ·
Katowice ·
Jastrzębie Zdrój ·
Chorzów ·
Mysłowice ·
Piekary ·
Ruda Śląska ·
Rybnik ·
Siemianowice ·
Sosnowiec ·
Świętochłowice ·
Częstochowa ·
Tychy ·
Zabrze ·
Żory

Districten:
Będzin ·
Bielsko-Biała ·
Bieruń-Lędziny ·
Cieszyn ·
Częstochowa ·
Gliwice ·
Kłobuck ·
Lubliniec ·
Mikołów ·
Myszków ·
Pszczyna ·
Racibórz ·
Rybnik ·
Tarnowskie Góry ·
Wodzisław ·
Zawiercie ·
Żywiec